# Johim Ariesen
Jacob Willem (Johim) Ariesen (Rhenen, 16 maart 1988) is een Nederlandse voormalige wielrenner die laatstelijk van 2014-2018 voor de Nederlandse continentale wielerploeg Metec-TKH Continental Cyclingteam p/b Mantel uitkwam.  

## Carrière
Ariesen begon zijn carrière als veldrijder. Begin 2004 werd hij tijdens het NK bij de nieuwelingen tweede achter Boy van Poppel. Twee jaar later in 2006, wist Ariesen bij de junioren de bronzen plak te veroveren. In Huijbergen waren enkel Boy van Poppel en Mitchell Huenders beter.
Als belofte ging Johim Ariesen zich steeds meer op de weg focussen. Voor aanvang van het seizoen 2009 tekende de 20-jarige Ariesen zijn eerste contract bij Cyclingteam Jo Piels. Tussen 2009 en 2011 zou hij voor dit team uitkomen. In deze periode wist Ariesen verschillende nationale overwinningen te pakken, zo won hij in 2010 de Ronde van Midden-Brabant, nadat hij in 2009 al het eindklassement in de Scandinavian Week gewonnen had. Na in 2012 voor het KOGA Cycling Team gereden te hebben en in 2013 een tweede passage bij het Cyclingteam Jo Piels achter de rug te hebben, belandde hij in 2014 bij Metec-TKH Continental Cyclingteam. Begin 2015 boekte Ariesen begin 2015 zijn eerste UCI-zege: in de Ronde van Alentejo won hij de derde en de vijfde etappe. Later dat jaar won hij onder andere ook nog de Ronde van Noord-Holland, vier etappes en het eindklassement in de Koers van de Olympische Solidariteit en een rit in de Ronde van China I. In totaal won hij in het seizoen 2015 tien UCI wedstrijden.

## Palmares

### Veldrijden
| Kampioenschap | 2004/05 | 2005/06 | 2008/09 | 2012/13 |
| ------------- | ------- | ------- | ------- | ------- |
| WK junioren   |         | 9e      |         |         |
| NK junioren   | 13e     | ↑       |         |         |
| NK beloften   |         |         | 8e      |         |
| NK elite      |         |         |         | 14e     |

### Wegwielrennen
2013
 Bergklassement Olympia's Tour
2014
 Puntenklassement Koers van de Olympische Solidariteit
3e en 11e etappe Ronde van het Poyangmeer
2015
3e en 5e etappe Ronde van Alentejo
Ronde van Noord-Holland
1e etappe Ronde de l'Oise
 Puntenklassement Ronde de l'Oise
1e, 2e, 4e en 5e etappe Koers van de Olympische Solidariteit
 Eindklassement Koers van de Olympische Solidariteit
 Puntenklassement Koers van de Olympische Solidariteit
3e etappe Ronde van China I
 Puntenklassement Ronde van China I
2016
3e etappe Ronde van Alentejo
GP Viborg
Skive-Løbet
1e en 4e etappe Bałtyk-Karkonosze Tour
2017
2e etappe Ronde van Alentejo
5e etappe Ronde van Normandië
1e etappe Bałtyk-Karkonosze Tour
2018
3e etappe Ronde van Normandië

## Ploegen
- 2009 –  Cyclingteam Jo Piels
- 2010 –  Cyclingteam Jo Piels
- 2011 –  Cyclingteam Jo Piels
- 2012 –  KOGA Cycling Team
- 2013 –  Cyclingteam Jo Piels
- 2014 –  Metec-TKH Continental Cyclingteam
- 2015 –  Metec-TKH Continental Cyclingteam p/b Mantel
- 2016 –  Metec TKH Continental Cyclingteam p/b Mantel
- 2017 –  Metec-TKH Continental Cyclingteam p/b Mantel
- 2018 –  Metec-TKH Continental Cyclingteam p/b Mantel

Ariesen · van Bakel · van den Berg · Bouwmans · Dekker · Eising · Gmelich Meijling · Hamelink · van der Horst · de Kleijn · Krul · de Laat · de Lange · Lindenburg · Nieuwpoort · van der Tuuk